# Hlíðarendi

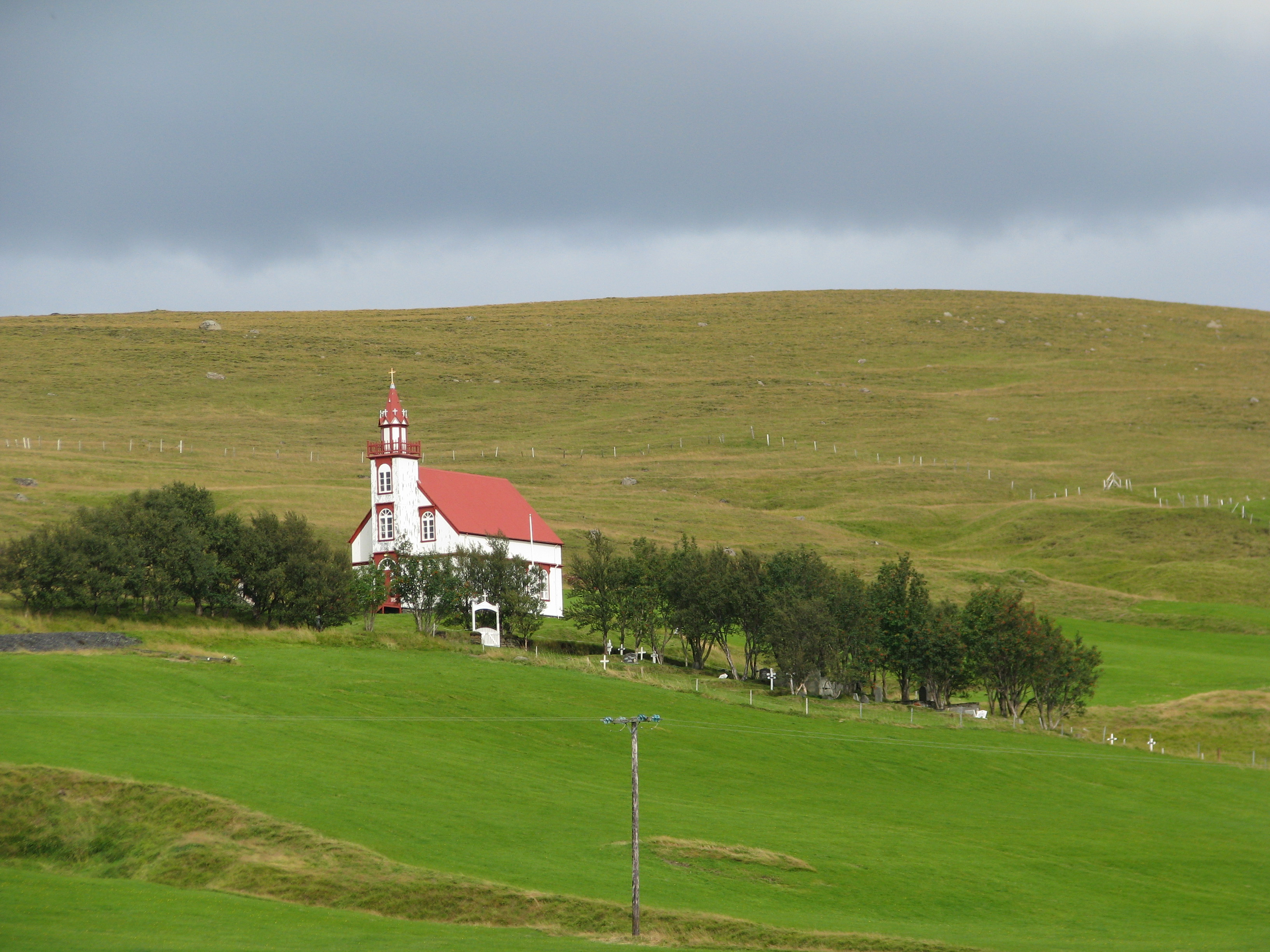
Hlíðarendikirkja.

Hlíðarendi (svenska: Lidarände) är en plats i Fljótshlíð i kommunen Rangárþing eystra i Suðurland i Island. Den ligger i sluttningen mot floden Þverá.
Hlíðarendi är i tidig historisk tid förknippat med Gunnar Hámundarson, även kallad Gunnar på Hlíðarendi, som är en av hjältarna i Njáls saga. Han anfölls enligt Njáls saga av sina fiender på Hlíðarendi. Han kämpade då tappert, dödade två av sina angripare och sårade sexton. Till slut dödades han av sina numerärt överlägsna fiender.
Helgonet och biskopen Þorlákur Þórhallsson föddes 1133 på Hlíðarendi. Senare, vid mitten av 1600-talet, bodde sysslomannen och naturvetaren Gísli Magnússon på Hlíðarendi. Efter honom växer till exempel kummin vilt i Fljótshlíð. Poeten Þorsteinn Erlingsson växte under andra hälften av 1800-talet upp Hlíðarendi, och till minne av honom har rests en skulptur vid Hlíðarendi. 
Nuvarande Hlíðarendikirkja, en träkyrka som tillhör Breiðabólsstaðurs församling, uppfördes 1898. Den har plats för 150 personer.

## Bildgalleri

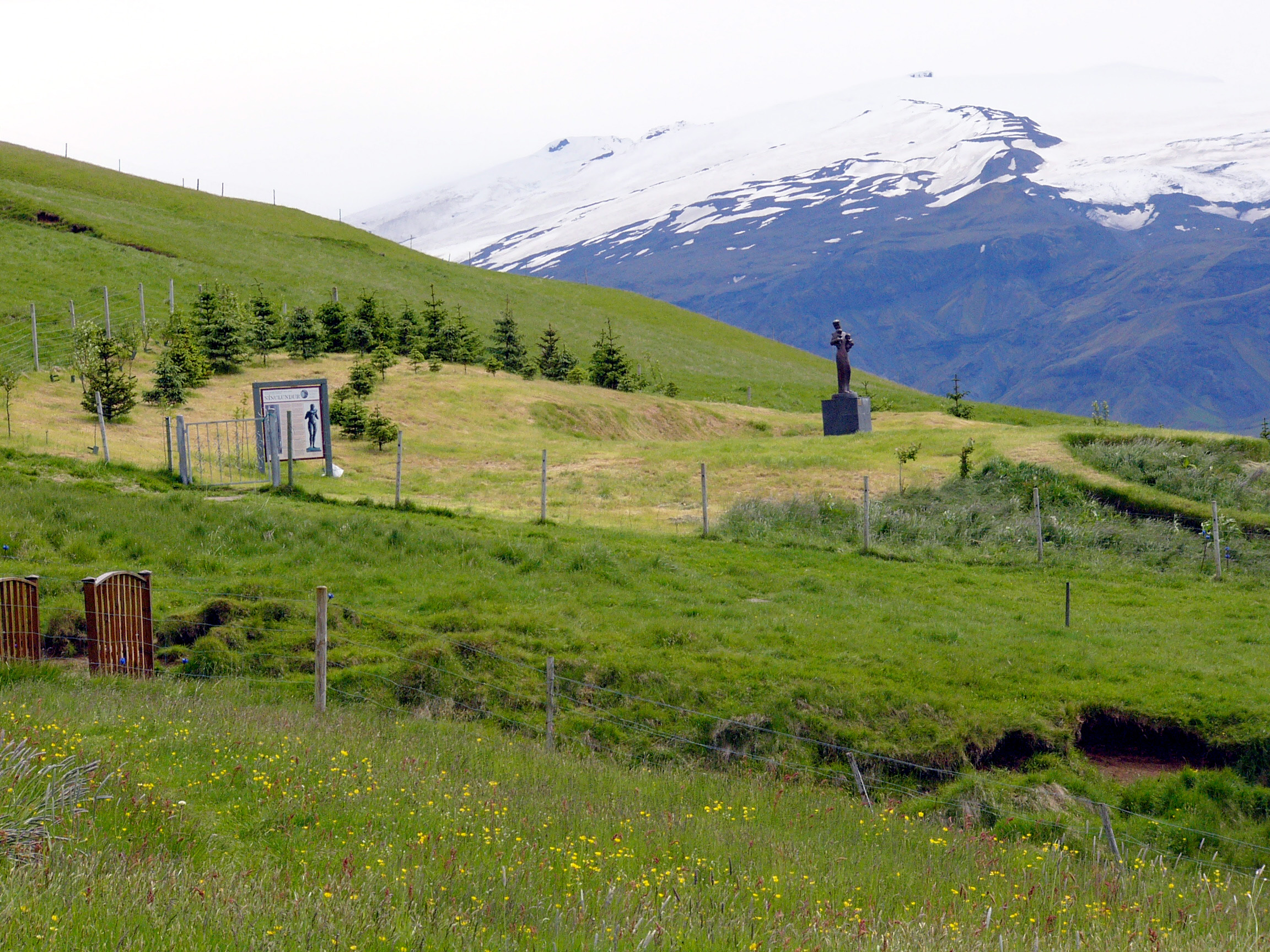
Hlíðarendi med skulptur över Þorsteinn Erlingsson.
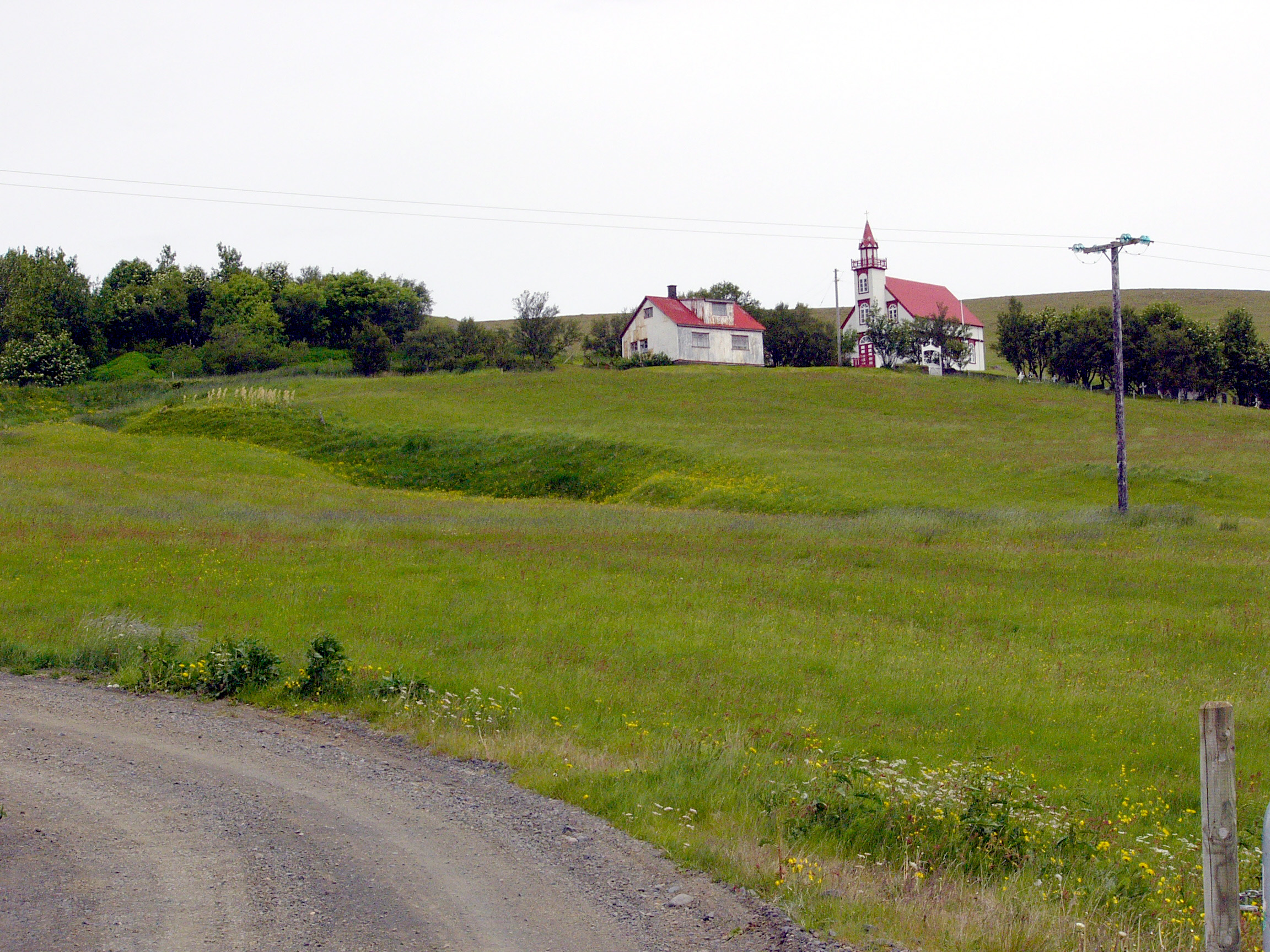
Hlíðarendikirkja.
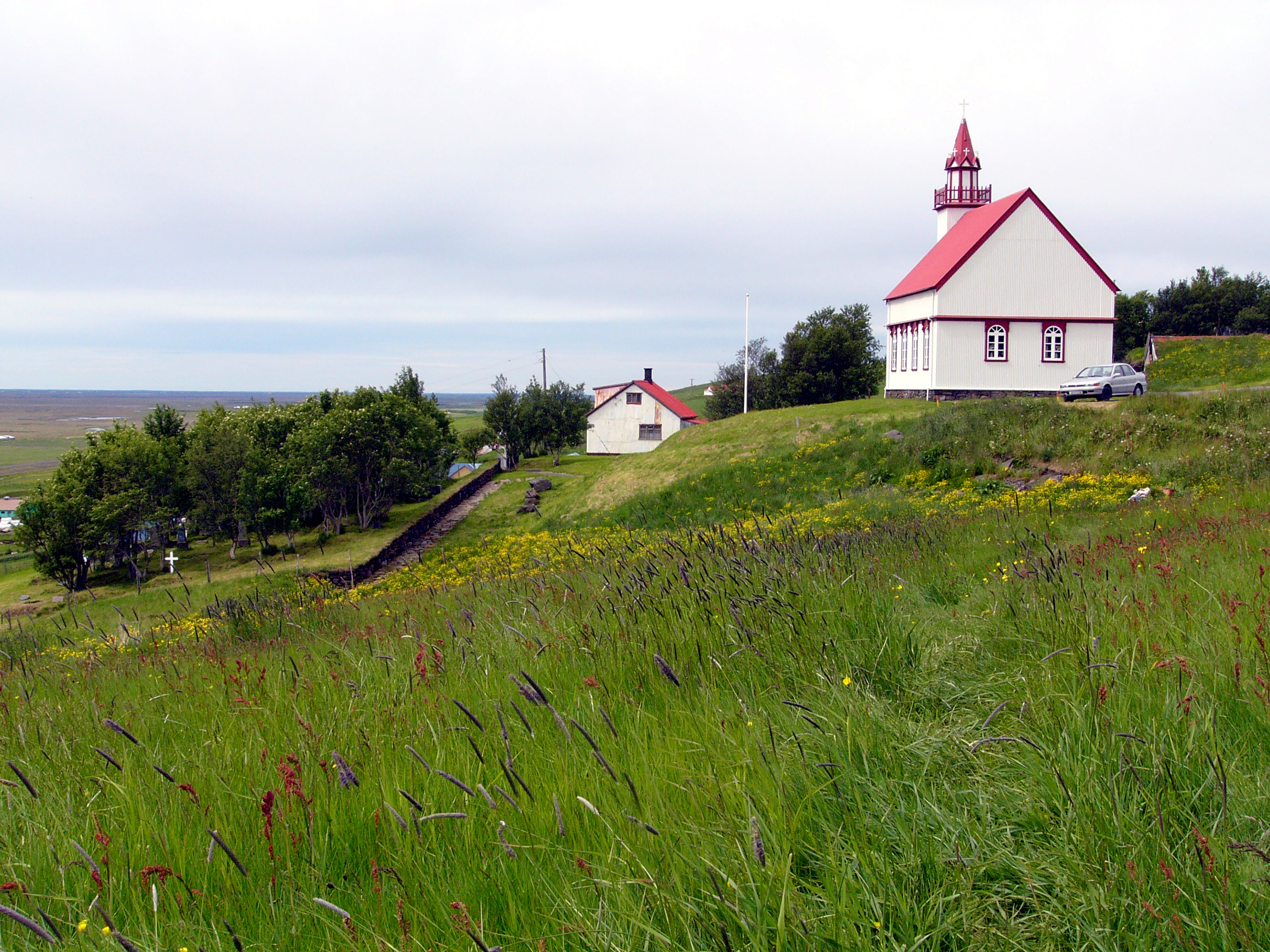
Hlíðarendikirkja.
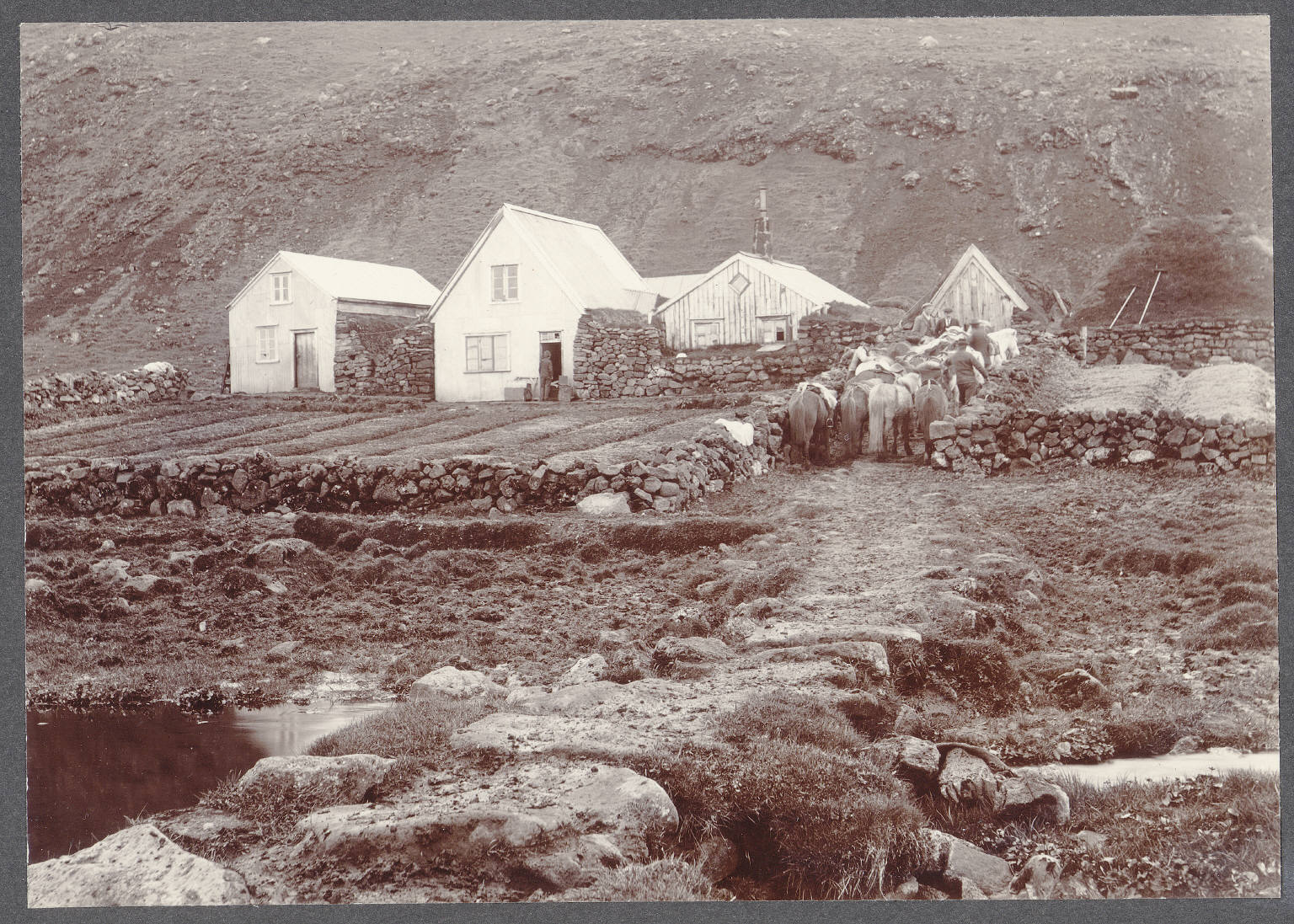
Gården Hlíðarendi 1900.